# Nikolai Semenovich Kardashev
Nikolai Semenovich Kardashev (tiếng Nga:Никола́й Семёнович Кардашёв) (25 tháng 4 năm 1932 - 3 tháng 8 năm 2019) là nhà vật lý học thiên thể và là phó giám đốc Viện nghiên cứu không gian Nga (đôi khi gọi là Viện nghiên cứu vũ trụ) thuộc Viện hàn lâm khoa học Nga.
Kardashev tốt nghiệp Đại học quốc gia Mát-xcơ-va năm 1955, và tiếp tục tại Viện thiên văn Sternberg. Ông nghiên cứu dưới sự hướng dẫn của thầy Shklovskii và lấy bằng tiến sĩ năm 1962.
Năm 1963 Kardashev kiểm tra chuẩn tinh CTA-102, đây cũng là nỗ lực đầu tiên của Liên Xô trong việc tìm kiếm trí thông minh ngoài Trái Đất (SETI. Trong quá trình làm việc, ông nảy ra ý tưởng rằng một số nền văn minh có lẽ đã xuất hiện trong thiên hà trước chúng ta hàng triệu đến hàng tỉ năm, và tạo ra một phương pháp phân loại mức phát triển của văn minh. Các đề án về SETI của Nga đã đi trước Mỹ vài năm. Các chuyên gia nổi bật khác của Nga trong lĩnh vực này là Vsevolod Troitskii và Iosif Samuilovich Shklovskii (giáo sư của Kardashev).
Ngày 12 tháng 12 năm 1976, Kardashev trở thành viện sĩ thông tấn Viện hàn lâm khoa học Nga, phòng Vật lý và Thiên văn học. Đến ngày 21 tháng 3 năm 1994, trở thành thành viên chính thức.

## Đã xuất bản
- Kardashev, Nikolai (1985). "On the Inevitability and the Possible Structures of Supercivilizations" in "The search for extraterrestrial life: Recent developments; Proceedings of the Symposium, Boston, MA,June 18-21, 1984". tr. 497–504.